# 脆弱象鼻蚤
脆弱象鼻溞（学名：Bosmina fatalis）为象鼻溞科象鼻溞属的动物。分布于北至中国东北、南到菲律宾以及中国大陆的浙江、江苏、安徽、江西、湖南、湖北、河北、吉林、黑龙江等地，属于嗜暖性物种。其主要生活于湖泊中，也可生活在江河以及较小的水域中。